# وزارت بهداشت فلسطین
وزارت بهداشت فلسطین مسئولیت خدمات درمانی را در کرانه باختری به عهده دارد.
این وزارتخانه، یکی از چهار ارائه‌دهنده مراقبت‌های بهداشتی کلیدی فلسطین بوده که به همراه خدمات پزشکی نظامی، اونروا، سازمان‌های غیردولتی و بخش خصوصی را زیر نظر دارد. ۲۷ بیمارستان و ۶۱ درصد تخت‌های بیمارستانی در فلسطین تحت اداره این وزارتخانه هستند.
از سال ۲۰۱۹ تا سال ۲۰۲۴، دکتر می الکیله وزیر بهداشت فلسطین بود. از ۲۰۲۴ تا کنون این مسئولیت به ماجد ابو رمضان سپرده شده است.

## لیست وزیران بهداشت
لیست وزرای بهداشت تشکیلات خودگردان فلسطین به شرح زیر است:
| #  | نام            | سازمان | مدت تصدی                  |
| -- | -------------- | ------ | ------------------------- |
| ۱  | ریاض الذنون    | فتح    | مارس ۱۹۹۴ – اکتبر ۲۰۰۲    |
| ۲  | احمد الشیبی    | فتح    | اکتبر ۲۰۰۲ – آوریل ۲۰۰۳   |
| ۳  | کمال شرافی     | فتح    | آوریل ۲۰۰۳ – سپتامبر ۲۰۰۳ |
| ۴  | جواد تیبی      | فتح    | اکتبر ۲۰۰۳ – فوریه ۲۰۰۵   |
| ۵  | تهنی ووهیدی    | فتح    | فوریه ۲۰۰۵ – مارس ۲۰۰۶    |
| ۶  | باسم نائم      | فتح    | مارس ۲۰۰۶ – مارچ ۲۰۰۷     |
| ۷  | ردوان اخرص     | فتح    | مارس ۲۰۰۷ – ژوئن ۲۰۰۷     |
| ۸  | فتحی ابومغلی   | فتح    | ژوئن ۲۰۰۷ – می ۲۰۱۲       |
| ۹  | هانی عبدین     | فتح    | می ۲۰۱۲ – ژوئن ۲۰۱۳       |
| ۱۰ | جواد عواد      | فتح    | ژوئن ۲۰۱۳ – ۲۰۱۹          |
| ۱۱ | می الکیله      | فتح    | ۲۰۱۹–۲۰۲۴                 |
| ۱۲ | ماجد ابو رمضان | فتح    | ۲۰۲۴ - تا اکنون           |